# Sistemas Generativos
Sistemas Generativos: Arte, Ciencia y Tecnología.  fue un programa fundado por Sonia Landy Sheridan en la Escuela del Instituto de Arte de Chicago en 1970, denominado en su idioma "Generative Systems: Art, Science and Technology"  para investigar el uso entre el arte y la tecnología con las nuevas herramientas de comunicación que alteraban nuestra percepción del tiempo. Este sistema de reproducción en tiempo real modificó la medida del tiempo y generó un gran impacto de cambio en la sociedad y en el arte. Cuando la industria creó nuevos sistemas, el arte empezó a integrarse con la ciencia y la tecnología a través de su búsqueda y experimentación se descubrieron nuevos lenguajes.

## Historia
El programa Sistemas Generativos empezó en 1970, aunque la idea original procede de 1960 cuando Sonia Landy Sheridan se inspiró en la Bauhaus. 

La tecnología utilizada para imaginar el tiempo y el movimiento eran el bolígrafo, el lápiz y el pincel. A finales de los 60 Sheridan añadió nuevas herramientas tecnológicas como un 3M Thermo-Fax copier. El Thermo-Fax dirigido por Don Conlin, director del "3M Color Research Lab", fue quien introdujo a la profesora Sheridan al Doctor Douglas Dybvig, farmacéutico e inventor de la primera fotocopiadora de color del mundo la máquina Color-in-Color. Sheridan fue invitada por la compañía 3M en el verano de 1970 en el Laboratorio de Color de 3M para trabajar junto con el Dr. Dybvig y los desarrolladores de la Color-in-Color. Mientras tanto la profesora Sheridan, con la ayuda del alumnado, adquirió un par de máquinas industriales de transmisión (fax), una Xerox Haloid, y otras cámaras experimentales. 

Marisa Gonzalez y Sonia Sheridan con su obra en la inauguración de la exposición Procesos en el Centro de Arte Reina Sofía de Madrid en 1986

En los 70 la tecnología electrónica facilitó la creación de imágenes en tiempo real y se desarrolló en una simbiosis entre arte, ciencia y tecnología. El uso de ordenadores y fotocopiadoras industriales como herramientas creativas, era una contribución a la aproximación interdisciplinaria de las Bellas Artes, explorando las posibilidades creativas de las herramientas que generan imágenes. El uso de estas herramientas de comunicación generaron una investigación innovadora.
Sheridan inició el programa de Sistemas Generativos introduciendo al alumnado en diversas técnicas de reprografía como los primeros experimentos con las artes gráficas, xerografía (electrónic imaging), el Thermo-Fax copier, el Telecopier, el Haloid (Xerox) cámara, utilizando estas máquinas conjuntamente con otros dispositivos como la cámara Polaroid, monitor de vídeo, generador de frecuencia y el sistema biofeedback.
Los métodos singulares de la enseñanza utilizada por Sheridan en los cursos GS crearon una manera nueva de enseñar arte e integración de la tecnología dentro de un contexto práctico bajo las bases de experimentación y pensamiento creativo.
Los alumnos que asistieron al programa provenían de diferentes campos del arte como fotógrafos, cineastas y pintores.

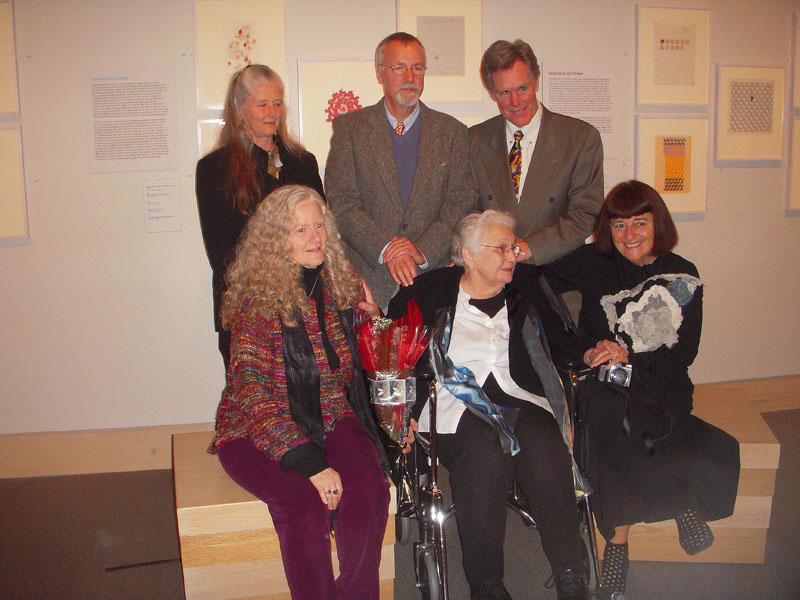
Sonia Sheridan with her students from the seventies. Cindy Snodgrass, Greg Gundlach,Brian Oglesbee, Martha Loving and Marisa Gonzalez en 2011

En el programa Sistemas Generativos se matricularon alumnos experimentados como John Dunn, desarrollador del software para el ordenador Cromemco Z2D DOS. Posteriormente Dunn desarrolló el software Lumena para un ordenador PC de Time Arts, producido en California, la salida de las imágenes eran mediante impresoras de inyección de tinta. Con este sistema introdujo al alumnado a los ordenadores y a las herramientas de creación de imagen digital, fueron las bases de la infografía y la animación por ordenador. John Dunn también creó el software para PC VanGo que evolucionaría hacia el Software Wonk. Jamy Sheridan trabajó con John Dunn en la parte visual de este nuevo sistema de imagen del sonido.
Sonia Sheridan compartió con su alumnado su patrimonio filosófico acerca del arte, ciencia y tecnología en la sociedad: John Dunn, Greg Gundlach, Martha Loving Orgain, Mitch Petchenick, Craig Goldwyn, John Mabey, Phil Malkin, Marilyn Goldstein, Barbara MacKowiak, Michael Day, Jessie Affelder, Bill McCabe, Gerda Bernstein, Elizabeth De Ribes, Pete Lekousis, Brian Oglesbee, Suzanne L. Seed, Marisa González, Mary Jane Dougherty, Holly Pedlosky y Ric Puls.
A través del departamento de GS, inventores, investigadores, científicos y artistas interaccionaron y experimentaron con el alumnado. Colaboraron Leif Brush, Willard Van De Bogart, Aldo Tambellini, así como con el artista pionero multimedia Stan Vanderbeek con quien Sheridan participó en talleres y vídeos.
Por primera vez en Europa, Sheridan tuvo una exposición individual con taller en directo con el Sistema Lumena en el Musee d'Arte Moderne de La Ville de París, en la exposición “Electra” en París en 1983 y 1984.
Dos años más tarde, Seridan en 1986, expuso el mismo Sistema en el Centro de Arte Reina Sofía en Madrid en la exposición “Procesos Cultura y Nuevas Tecnologías”. Esta fue la primera exposición inaugural celebrada en el Centro de Arte Reina Sofía.
En octubre de 1986, tuvo lugar la exposición "Making Waves. Interactive Art/Science Exhibition", en Evanston, Illinois. Making Waves proporcionó una perspectiva histórica sobre el arte y la tecnología. Siete artistas y científicos cuyo trabajo pionero tuvo un impacto importante en el desarrollo del arte y las tecnologías. En esta exposición Sheridan realizó una importante exposición-taller presentando el Sistema de Ordenador Lumena.
Volvió a Europa en el año 2000 para participar en Liverpool en la conferencia de Sistemas Generativos en la Beatles University.
Sonia Sheridan en octubre de 2009 concentró a una parte del alumnado de Sistemas Generativos en la exposición "El Arte de Sonia Landy Sheridan" en el The Hood Museum of Art, Dartmouth College, Hanover (New Hampshire).
En 2013 en el "Festival de Arte y Cultura Visual" en Berlín, Transmediale, el curator de la exposición del festival, Jacob Lillemose, seleccionó a Sheridan para participar con la exposición individual "Exhibition Imaging with Machine Processes". El Arte Generativo de Sonia Landy Sheridan como investigadora y pionera en el uso de los nuevos medios de comunicación no sólo en América del Norte sino en todo el mundo, así como su labor didáctica en SAIC, la Escuela del Instituto de Arte de Chicago.
Su biógrafa es Diane Kirkpatrick, Dr. Historiadora del Arte de la Universidad de Míchigan.
Desde abril del 2005, la fundación Daniel Langlois Fundación para Arte, Ciencia y Tecnología en Montreal, Canadá, alberga los fondos, documentación, archivos, textos, obra de arte y archivos digitales de Sheridan.
La Fundación contiene el registro de los libros, catálogos de exposición, periódicos y manuscritos de Sistemas Generativos. Los fondos incluyen correspondencia y documentos generales que relacionan a Sheridan con su vida personal, incluyendo cajas de correspondencia de su padre con su relación en la creación y desarrollo de Sistemas Generativos.
Estos fondos documentales están catalogados en siete series: Research and teaching activities (1960-2002, particularly 1960-1990); Publishing and editing activities; Events: exhibitions and conferences (1954-2004, particularly 1963-1992); Books, exhibition catalogues, periodicals and manuscripts (1964-2004, particularly 1964-1994); Background files (1968-2004, particularly 1968-1993); Artworks and printouts (1969-2002); General correspondence (1973-1994).

## Publicaciones
- Artist in the Science Lab. (3M Corporation, St. Paul, 1976)
- Energized Art/Science. (Chicago Museum of Science and Industry and 3M Corporation, St. Paul, 1978)
- Electra.[16]
- Cultura y Nuevas Tecnologías.[17]
- Copy Art. La fotocopia como soporte expresivo.[18]
- LEONARDO. Journal of the international society for the arts, sciences ad technology, Volume 23[19]
- Copy Art[20]
- Elektrografie. Analoge und digitale Bilder.[21]
- Evolution 2.0. Generative Systems & Generative Art. (ISEA, Liverpool, 1998)
- Registros Hiperfotográficos e Instalaciones.[22]
- Art at the dawning of the electronic era: generative systems.[23]
- Inventar el futuro: Arte - Electricidad - Nuevos Medios[24]
- Adjusted Margin. Xerography, Art, and Activism in the Late Twentieth Century[25]
- “Generative Systems at the School of the Art Institute of Chicago, 1970-1980.”[26]